# Сельское поселение «Вершино-Шахтаминское»
Се́льское поселе́ние «Вершино-Шахтаминское» — муниципальное образование в Шелопугинском районе Забайкальского края Российской Федерации.
Административный центр — село Вершино-Шахтаминский.

## История
Статус и границы сельского поселения установлены Законом Читинской области от 19 мая 2004 года «Об установлении границ, наименований вновь образованных муниципальных образований и наделении их статусом сельского, городского поселения в Читинской области».

## Население
| 2010  | 2011  | 2012  | 2013  | 2014  | 2015  | 2016  |
| ----- | ----- | ----- | ----- | ----- | ----- | ----- |
| 1468  | ↘1461 | ↘1435 | ↘1393 | ↘1364 | ↘1335 | ↘1296 |
| 2017  | 2018  | 2019  | 2020  | 2021  |       |       |
| ↘1232 | ↘1182 | ↘1124 | ↘1097 | ↘896  |       |       |

## Состав сельского поселения
| № | Населённый пункт     | Тип населённого пункта       | Население |
| - | -------------------- | ---------------------------- | --------- |
| 1 | Вершино-Шахтаминский | село, административный центр | ↘1002     |
| 2 | Средняя Шахтама      | село                         | ↗89       |